# Ostfrisiska öarna

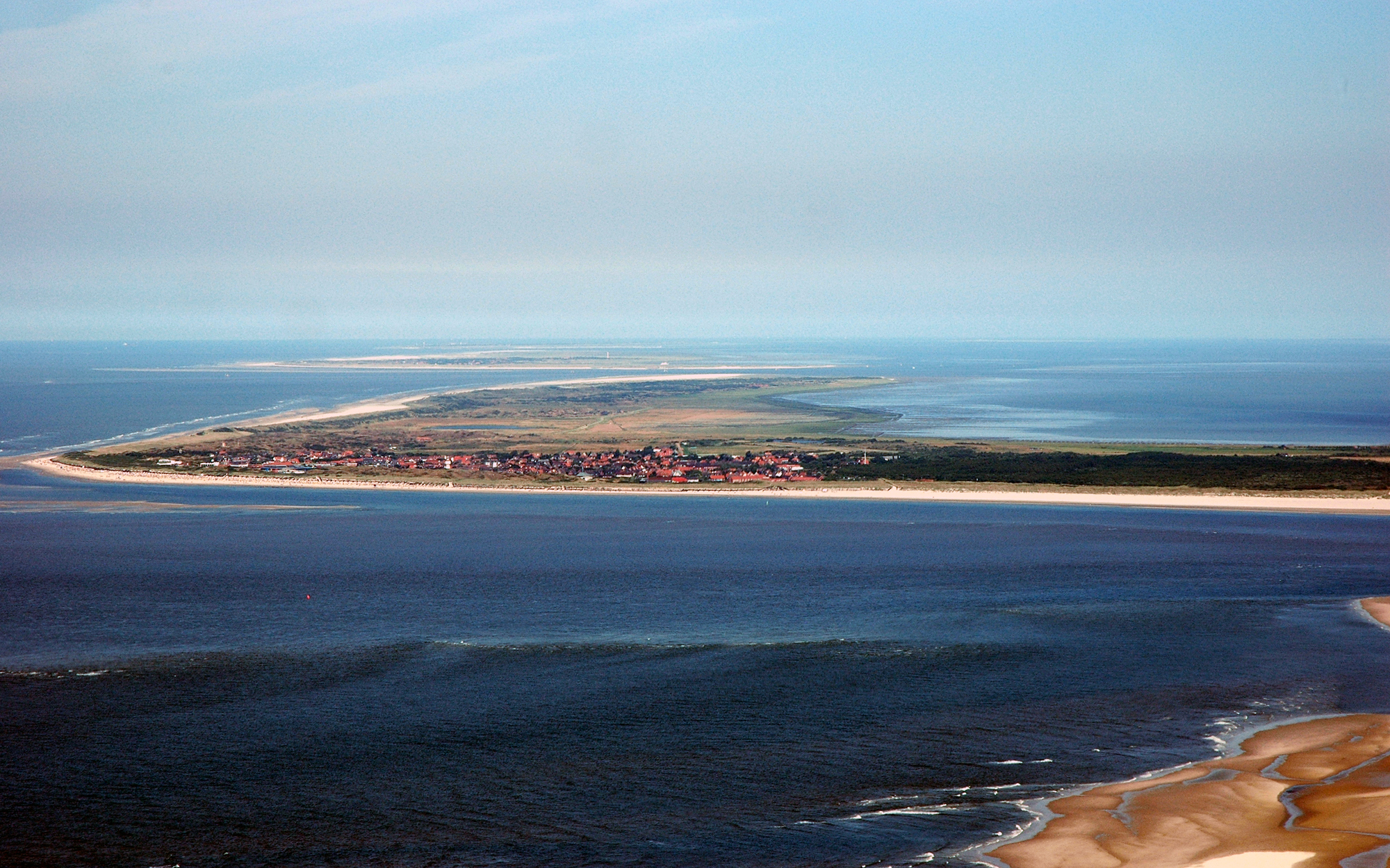
Vy från Baltrum mot Langeoog och Spiekeroog

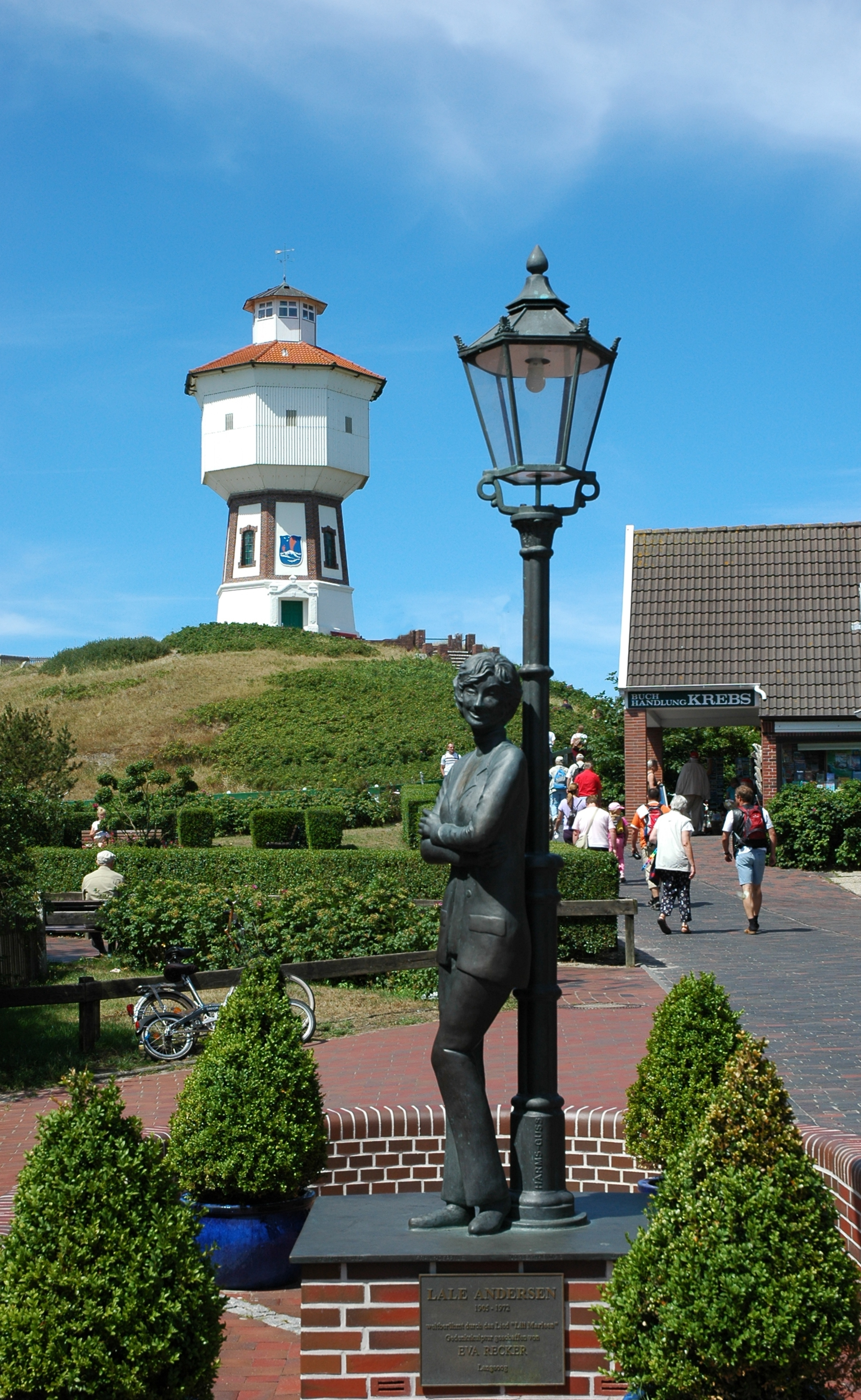
Vattentorneet på Langeoog och Lale Andersen-statyn

Ostfrisiska öarna är en grupp tyska öar i Nordsjön. De ligger uppradade som dynöar utanför Niedersachsens kust, längs Ostfrisiska halvön. Skärgården sträcker sig cirka 90 kilometer från väst till öst mellan mynningarna av floderna Ems och Jade eller Weser, och mellan 3,5 och 10 kilometer utanför fastlandet. Mellan öarna och fastlandet finns vidsträckta lerområden, som täcker ett större område än själva öarna. Kusthavet ligger framför öarna. Öarna, de omgivande muddermarkerna och kusthavet (Naturreservat "Kusthavet utanför de ostfrisiska öarna") är nära sammankopplade ekologiskt. Skärgården är en del av det största Vadehavet i Nordsjön och utgör cirka fem procent av Nationalparken Vadehavet i Niedersachsen..

## Indelning
Den till ytan största ön är den västligaste Borkum, de andra bebodda öarna är, från väst till öst: Juist, Norderney med den största staden på öarna, Baltrum, Langeoog, Spiekeroog och Wangerooge. Det finns också sex andra små, obebodda öar: Lütje Hörn öster och Brauerplate norr om Borkum, Memmert och Kachelotplate sydväst om Juist, Minsener Oog som en uppspolad ö sydost om Wangerooge och Mellum på östra kanten av ögruppen, som inte längre tillhör de ostfrisiska öarna efter avgränsningen av den federala myndigheten för naturskydd, utan tillhör Watten im Elbe-Weser-Dreieck. Väster om Borkum ligger de Västfrisiska öarna, som hör till Nederländerna.

## Öarna (från väst till öst)
1. Borkum är den största ön. Borkum är en egen kommun i distriktet Landkreis Leer.
2. Kachelotplate är obebodd.
3. Lütje Hörn är obebodd.
4. Memmert är obebodd.
5. Juist är en egen kommun i distriktet Landkreis Aurich.
6. Norderney är en egen kommun i distriktet Landkreis Aurich.
7. Baltrum är en egen kommun i distriktet Landkreis Aurich.
8. Langeoog är en egen kommun i distriktet Landkreis Wittmund.
9. Spiekeroog är en egen kommun i distriktet Landkreis Wittmund.
10. Wangerooge är en egen kommun i distriktet Landkreis Friesland.
11. Minsener Oog är obebodd.
12. Mellum är obebodd.

## Geografi

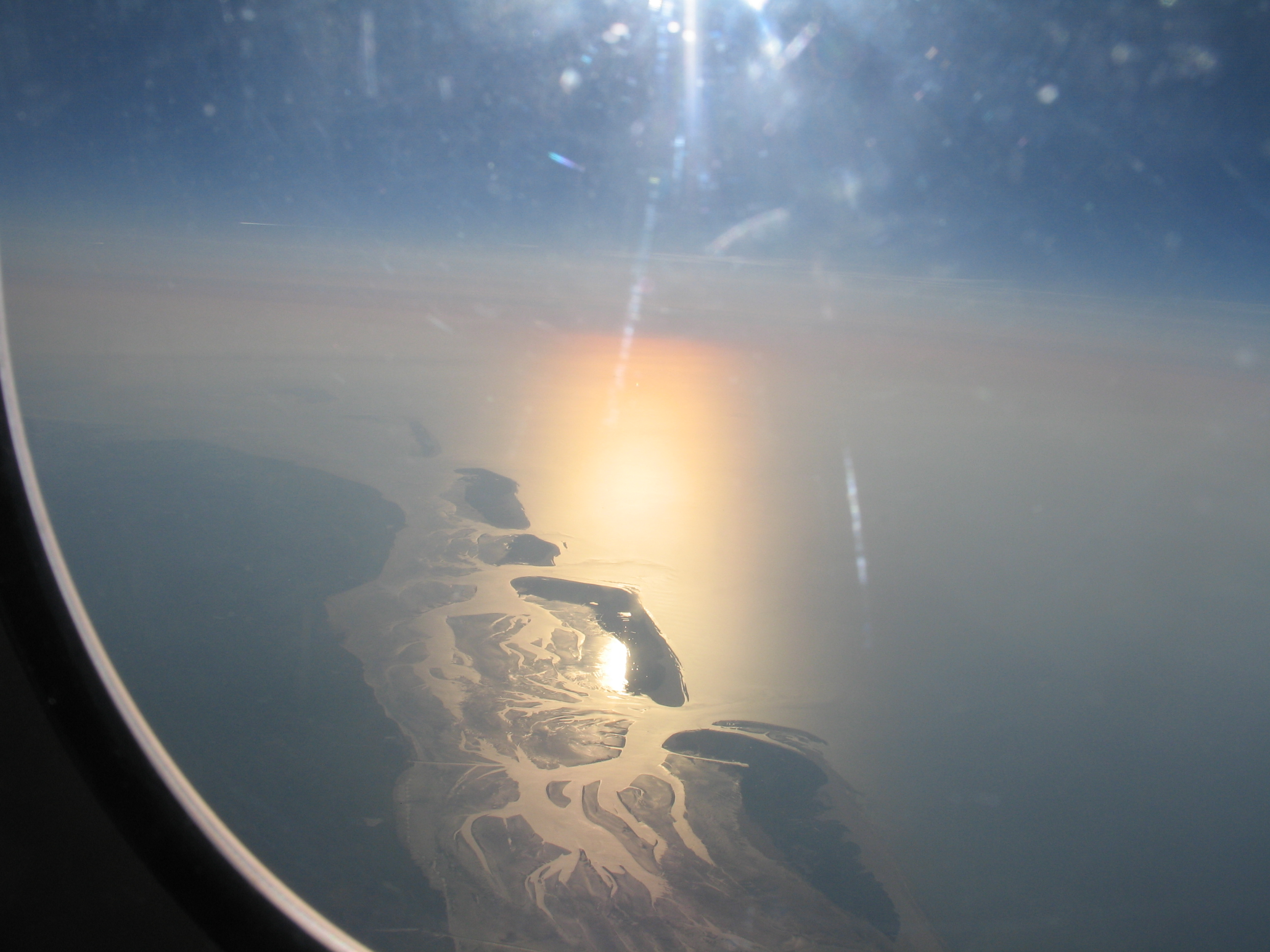
De ostfrisiska öarna, från Spiekeroog (nederst) till Borkum (överst)

Öarna har sandstränder på havssidan. I inlandet består de av sanddyner av olika ålder, medan de mot fastlandet övergår i saltmyrar och lerbottnar.
På grund av tidvattnet strömmar vattnet förbi öarna till tidvattensflaken och tillbaka till havet genom Seegatterna mellan öarna.
Tidvattenströmmarna är mycket starka i dessa tidvattensvikar. På grund av den rådande huvudströmmen från väst till öst gnager vattnet på öarnas västra sidor, medan sand avsätts på den östra sidan. Under århundradenas lopp har detta lett till att bosättningar på den västra sidan har övergivits och nya byggnader har uppförts i det östra området. Genom att befästa öarna kunde denna förflyttning bromsas avsevärt under 1900-talet. Enskilda sandbankar flyttar sig fortfarande omkring hundra meter per år. För närvarande rör sig öarna fortfarande några meter per år österut, varvid vissa öar rör sig mer än andra (t.ex. Spiekeroog nästan inte alls, men Wangerooge mer).
Memmert, Lütje Hörn, Mellum och Minsener Oog är obebodda. Den senare skapades på konstgjord väg först i början av 1900-talet för att skydda Jadefarleden till Wilhelmshaven. Kachelotplate mellan Borkum och Juist är en sandbank.
Öarna Norderney, Baltrum, Langeoog, Spiekeroog och Wangerooge kan vid lågvatten nås från fastlandet med en gyttjevandring. Vid lågvatten torkar vassen upp till fastlandet med undantag för några få navigationskanaler (Priele).
Norderney är den östra änden av den tidigare ön Buise. Andra tidigare ostfrisiska öar är Burchana och Bant.

### Ursprung
Enligt "Platen-hypotesen", som förespråkas idag, är dagens öar enbart ett resultat av marin sedimentering genom strömmar, svall och vind samt stormfloder. De har inte (eller inte längre) "geestkärnor" som de Nordfrisiska öarna. Där de finns bildades geestkärnor efter glacial i den yngre Atlanten och subboreal. (2000 till 5000 år sedan) täcktes av marina sediment.

### Stormfloder
I århundraden har de ostfrisiska öarna och deras invånare drabbats av kraftiga stormfloder som inträffar med några decenniers mellanrum. Julfloden 1717, februarifloden 1825 och nyårsfloden 1855 krävde många liv. Flera ostfrisiska öar drabbades också av stormfloden i Nordtyskland 1962 och allhelgonafloden 2006. Dessa orsakade allvarliga skador på egendom. På grund av den globala uppvärmningen inträffar stormfloder allt oftare. Ju oftare våldsamma stormfloder drabbar kusten, desto större blir skadorna och desto snabbare spolas mer sand bort.

### Höjning av havsnivån
På grund av den globala havsnivåhöjningen till följd av global uppvärmning är även stora delar av de ostfrisiska öarna hotade till sin existens. Öarna ligger bara några meter över havsytan. Forskare varnar för att Borkum, Juist, Norderney, Spiekeroog och Langeoog samt stora delar av Föhr kan komma att översvämmas. Delvis på grund av den krympande landytan stiger också fastighetspriserna på vissa öar. På grund av den globala uppvärmningen inträffar stormvatten allt oftare. Ju oftare våldsamma stormfloder drabbar kusten, desto större blir skadorna och desto snabbare spolas mer sand bort. Invånarna på de ostfrisiska öarna försöker mildra de allvarliga konsekvenserna av havsnivåhöjningar och stormfloder med dyra tekniska åtgärder, såsom återfyllning eller förspolning av sand.

## Ekonomi och politik
De ostfrisiska öarna är populära turist- och utflyktsmål. Den viktigaste ekonomiska sektorn på alla öar är nu nästan uteslutande inriktad på turism. Under Covid-19-pandemin i Tyskland uppmärksammades de faror som uppstår när inkomsterna från turismen uteblir. Traditionellt var fiske den huvudsakliga näringen där. Liksom det jordbruk som tidigare bedrevs där, har detta blivit obetydligt eller nästan helt försvunnit sedan slutet av 1900-talet. Mjölkproduktionen på Norderney lades ned 1978. En liten mängd hö produceras fortfarande till de många hästarna. En liten gren av ekonomin som existerar parallellt med turismen är hälsosektorn med rehabiliteringskliniker samt balneologiska och andra terapeutiska anläggningar.
Den största ön, Borkum, förlorade över 20 procent av sina arbetstillfällen när marinbasen stängdes 1996. Många öbor förflyttades då till andra Bundeswehr-baser.
Wangerooge och Minsener Oog ligger inte längre i det politiska Ostfrisland, utan i Oldenburger Friesland, men räknas geografiskt som en del av de ostfrisiska öarna.
Öster om de ostfrisiska öarna, utanför Wesers flodmynning, ligger Hochsand Hoher Knechtsand, som tidigare var en ö. Andra öar i Niedersachsen som inte längre hör till de ostfrisiska öarna är de konstgjorda vadeöarna Langlütjen  I och II.

## Kulturlandskapsområde
Kulturlandskapet med öarna i Nordsjön och Vadehavet omfattar ett område på 2750 km² där de ostfrisiska öarna ligger. "Niedersächsischer Landesbetrieb für Wasserwirtschaft, Küsten- und Naturschutz" (Niedersachsens statliga myndighet för vattenförvaltning, kustskydd och naturskydd) (NLWKN) har tilldelat detta område till kulturlandskapet i Niedersachsen. Någon särskild, rättsligt bindande skyddsstatus är inte kopplad till klassificeringen.